# Léonie Chaptal
Pour les articles homonymes, voir Léonie et Chaptal.
Léonie Chaptal, née Marie Léonie Chaptal de Chanteloup le 6 janvier 1873 à Cosne-d'Allier (Allier) et morte le 27 mars 1937 à Paris, est une philanthrope française, fondatrice d’œuvres, promotrice de la profession d’infirmière et d’assistante sociale, présidente fondatrice de l’Association nationale des infirmières diplômées de l’État français et de la fondation portant son nom considérée encore aujourd'hui comme l'une des plus anciennes structures au patrimoine mondial de la santé publique, dont le siège se trouve à Sarcelles, à proximité de Paris en France.  
La fondation Léonie Chaptal conserve le fonds historique le plus important en matière d'histoire infirmière (revues, articles, correspondances internationales au service de la recherche). Plus connue pour son implication centrale au service de la profession infirmière elle est aussi considérée comme une précurseure dans la création des logements sociaux avec la construction de logements porte de Vanves comme l'attestent des correspondances avec le président Millerand.

## Biographie
Léonie Chaptal est née dans une famille française noble, célèbre pour sa participation à la vie politique : arrière-petite fille de Jean-Antoine Chaptal, ministre de l’Intérieur de Napoléon Bonaparte et scientifique, et petite-fille de Jean-Baptiste Marie Chaptal de Chanteloup, industriel. Son père est l'homme politique Victor René Chaptal de Chanteloup (1821-1901). Sa mère est la fille d’un banquier russe de confession juive, Léon Raffalovitch : elle se convertit au catholicisme et est très pieuse. Léonie, une des dernières d’une grande fratrie, passe une enfance chétive. Elle est éduquée par des précepteurs. Un de ses frères, Emmanuel Chaptal, ordonné prêtre en 1897, est vicaire de la paroisse Notre-Dame-du-Travail de Plaisance dans le XIVe arrondissement de Paris et collaborateur de l’abbé André Soulange-Bodin. Autour de 30 ans, Léonie, après le décès de sa mère et n’ayant ainsi plus d’obligations familiales, vient s’installer auprès de lui afin de fonder des œuvres dans ce quartier populaire et miséreux de Plaisance. Léonie est très croyante, mais ne se rattache à aucun ordre religieux ni à un tiers ordre. Elle reste très discrète sur son engagement religieux. 

### Sa formation
Elle ressent la nécessité de s’instruire pour mener à bien ses actions. En 1899, elle obtient le diplôme Croix-Rouge de la Société de secours aux blessés militaires (SSBM), qui lui donne une teinture de formation infirmière. Elle poursuit une double formation, celle d’institutrice publique – elle passe le brevet de capacité pour l’enseignement primaire à l’Académie de Paris le 11 décembre 1902 – et celle d’infirmière à l’École municipale d’infirmiers et d’infirmières de l’hôpital de la Pitié – elle passe le certificat d’aptitude le 25 juillet 1903. Elle publie un article acerbe dans la Revue des deux Mondes, le 15 janvier 1904, où elle fait le récit de cette expérience. De 1902 à 1904, elle enseigne dans un établissement libre de jeunes filles : le cours Valton situé 4, rue d’Assas, Paris VIe. En juin 1904, elle visite quelques hôpitaux à Londres pour y étudier l’organisation des soins.

## Engagements

### Fondations

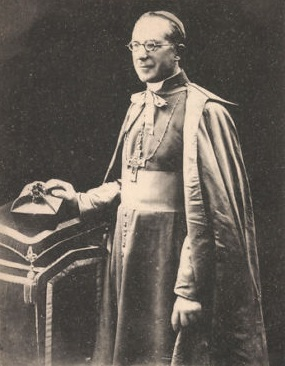
Mgr Emmanuel Chaptal.

À Paris, Léonie seconde son frère, l'abbé Emmanuel Chaptal, dans la fondation de nombreuses œuvres sociales et dans la transformation de la paroisse Notre-Dame-du-Travail en laboratoire pour le catholicisme social. Elle est à l’origine de nombreuses œuvres sociales désormais disparues et d’une école de formation de personnel infirmier toujours active, qui a déménagé à Sarcelles en 1973. En 1990, cette école devient la Fondation Léonie Chaptal.
Pour fonder ses œuvres, elle fait appel à de généreux philanthropes, mais surtout elle puise dans sa fortune personnelle, ce qui lui laisse une grande liberté. Elle crée avec le Dr Gabriel-Paul Ancelet l’Assistance maternelle et infantile de Plaisance en 1901, qui consiste en un jardin d’enfants situé au 64 bis, rue Vercingétorix, dans le XIVe, et en des consultations médicales assurées par le Dr Gabriel-Paul Ancelet. Quelques années plus tard, elle y adjoint un modeste hôpital où elle peut accueillir quelques enfants malades. Toujours en 1901, elle fonde l’Œuvre des logements insalubres de Plaisance pour procurer à des familles nombreuses des logements, à loyer modeste, salubres et sains qui donnent accès à des équipements collectifs (lavoirs et séchoirs). La Société coopérative de consommation de Plaisance ouvre un magasin coopératif, la Vie familiale, à proximité. En 1901 encore, elle initie l’Œuvre des tuberculeux adultes au 64, rue Vercingétorix, reconnue d’utilité publique dès 1903. Quelques années plus tard, elle ouvre le préventorium de la Tourelle à Ballainvilliers,. 
En 1905, c’est munie de ces formations que Léonie prend en charge la direction d’une école d’infirmières, la Maison-école, qu’elle ouvre rue Vercingétorix. Les deux premières élèves sont Marie-Louise Fumey et Anna Kauffeld. La première devient monitrice pendant huit ans à la Maison-École. Après avoir été infirmière pendant la guerre, elle est nommée directrice de l’hôpital civil et de l’École municipale d’infirmières de Reims. La seconde, venue du Luxembourg, repart y organiser un service d’infirmières visiteuses. Léonie adjoint à son école d’infirmières une école d’application du service social, où elle forme en petit nombre des travailleuses sociales. À Plaisance elle rencontre ses voisines, Andrée Butillard et Aimée Novo, qui fondent le premier syndicat des ouvrières à domicile. En 1907, elle participe au congrès international de nursing, qui se tient au Musée social, aux côtés de Gabrielle Alphen-Salvador, de l’Association d’assistance aux malades (Adam) et du Dr Anna Hamilton, de la Maison de santé protestante de Bordeaux-Bagatelle (MSP). Les congressistes visitent ses réalisations dans le XIVe arrondissement. Léonie se rend à Copenhague en 1910 au Congrès d’assistance publique et privée, pour prononcer une conférence dans laquelle elle dresse un bilan partial de l’enseignement infirmier en France.

### Participation au Conseil supérieur de l'Assistance publique
En 1910, à Paris, au congrès de l’Alliance d’hygiène sociale, elle présente l’Œuvre des tuberculeux adultes, qu’elle situe dans la continuité des dispensaires, ceux du Dr Albert Calmette à Lille, du Pr Jules Courmont à Lyon, du Dr Jacques Frottier au Havre, et des sanatoriums tels que celui de Bligny, construit par la Société des sanatoriums populaires pour les tuberculeux adultes de Paris. Elle se présente ainsi comme une des personnes à la pointe du progrès dans la lutte contre la tuberculose en France. En 1913, elle est appelée à siéger au Conseil supérieur de l’Assistance publique, tribune qui lui permet de développer ses conceptions sur bien des sujets de santé publique. A la même année, elle participe aux débuts de l’Association des infirmières visiteuses de France (AIV) aux côtés de Berthe de Ganay, Renée Lydie Charlotte Marguerite Loppin de Montmort et Marie Diémer. Nommée vice-présidente, elle démissionne dès les premiers mois. Léonie Chaptal ne veut pas d’une section de l’AIV dans le XIVe car elle considère que c'est le quartier où ses œuvres s'épanouissent, elle ne tolère pas la concurrence. C’est le seul arrondissement de Paris où l’AIV ne forme aucun groupe. En 1917, la mission Rockefeller, financée par la Fondation Rockefeller, arrive en France pour organiser la lutte contre la tuberculose. Son président, Hermann Biggs, salue son autorité et son leadership : c’est « la femme la mieux informée de Paris, dit-il, car elle a une connaissance concrète de ce qu’est la philanthropie ».
Elle ouvre un sanatorium à Verneuil-sur-Avre (Eure) pour accueillir des malades de l’Œuvre des tuberculeux adultes. En outre, on y soigne des malades du premier centre social, la Résidence sociale de Levallois-Perret, fondée par Marie-Jeanne Bassot et Mathilde Girault. D’après sa secrétaire, Marguerite Peltier, Léonie Chaptal participe à l’élaboration des lois suivantes : loi du 17 juin 1913, dite loi Strauss, sur les femmes en couches : cette loi contribue au développement des infirmières visiteuses de l’enfance telles qu’elles existent dans l’Œuvre d’assistance maternelle et infantile de Plaisance ; ainsi que les lois du 18 avril 1916 sur la création de dispensaires d’hygiène sociale pour lutter contre la tuberculose, dite Loi Bourgeois, et du 9 septembre 1919, dite loi Honnorat, sur la création de sanatoriums. En janvier 1921, elle présente un rapport au Conseil supérieur de l’Assistance publique sur la nécessité de réglementer l’exercice de la profession d’infirmière en France. Le 27 juin 1922, un décret organise la profession d’infirmière en instituant un brevet de capacité professionnelle permettant de porter le titre d’infirmière diplômée de l’État français. En 1923, un brevet de capacité est créé pour les infirmières visiteuses, avec différentes spécialités : l’enfance, la tuberculose et les maladies vénériennes. Léonie est vice-présidente du Conseil de perfectionnement des écoles d’infirmières. À partir de 1925, elle est déléguée adjointe nommée par le gouvernement français au Comité de protection de l’enfance de la Société des Nations.

### Association nationale des infirmières diplômées de l’État français (Anidef)
Le numéro 1 de la revue professionnelle L’Infirmière française paraît en avril 1923. Cette revue est fondée par des médecins : le professeur Albert Calmette, les docteurs Pierre Lafosse et Louis Cruveilhier. Ce n’est que quelques mois plus tard que Léonie entre au comité de rédaction. 
En janvier 1929, elle prend complètement en charge la revue, qui porte la mention : organe officiel de l’Association nationale des infirmières diplômées de l’État français (Anidef). Elle est directrice de la collection « La bibliothèque de l’infirmière » chez Poinat. Léonie Chaptal crée le 22 juin 1924 une association professionnelle visant à regrouper les infirmières titulaires des diplômes officiels : l’Anidef, dont elle assure la présidence. Le siège social de l’Anidef est situé dans les bureaux de l’éditeur de la revue L’Infirmière française, A. Poinat, 21, rue Cassette, Paris VIe. L’originalité de cette association professionnelle est de se présenter comme neutre, n’affichant pas de tendance confessionnelle. Elle est concurrente d’une association professionnelle née dans la mouvance du protestantisme : le Conseil national français des directrices d’hôpitaux, fondé par le Dr Anna Hamilton, représentant la France à l’International Council of Nurses (ICN),, et de deux associations professionnelles catholiques : l’Union catholique des services de santé (UCSS) et l’Union des auxiliaires sociales (UAS). L’Anidef regroupe des catholiques et des protestantes, des laïques et des religieuses : Marie-Louise Fumey, Jeanne de Joannis, Marguerite Grenier, Eva Durrleman et Thérèse Matter, mère Catherine d’Ornellas de Saint- Joseph de Cluny, mère Stéphanie des Filles de la Sagesse de Nantes. L’association compte 3000 membres en 1930. 
L’Anidef se propose d’étudier l’amélioration de la santé publique, de stimuler l’effort professionnel, de soutenir les intérêts des infirmières, de leur préparer aide et retraite. Elle défend aussi des salaires importants, ce que ne fait pas l’UCSS. Ces trois associations professionnelles, bien que fondées par trois femmes catholiques très croyantes, sont rivales et divergent quant à leurs conceptions du médico-social. Les deux premières, l’Anidef et l’UCSS, subordonnent le social au médical. La troisième, l’UAS, voit dans l’intervention sociale un travail en soi, différent du médical. Quant à celle du Dr Anna Hamilton, elle voit ses membres rejoindre l’Anidef. Cette association est affiliée à l’ICN en 1925. Léonie se rend en compagnie de deux protestantes, Jeanne de Joannis et Antoinette Hervey au Congrès de l’ICN en Finlande en juillet 1925. Il se produit une nouvelle donne : Léonie Chaptal, présidente de l’Anidef, annonce une modification de la formation des infirmières françaises, et l’acceptation par la France de trois années d’études, selon les vœux de l’ICN. Anna Hamilton, fatiguée, ne se rend pas à ce congrès. Elle n’avait pas prévu l’intervention de Léonie Chaptal qui lui ravit sa fonction de représentante pour la France de l’ICN. 
La France n’entérinera jamais dans l’entre-deux-guerres la promesse de décision de modification des études annoncée par Léonie lors de ce congrès. C’est en 1927 que le Dr René Sand, conseiller de la Ligue des sociétés de Croix-Rouge, décide d’organiser à Paris la première Conférence internationale du service social, grande manifestation de l’après-guerre à propos du social, du 1er au 13 juillet 1928. La Ligue, financée par des fonds américains, concurrence vivement la Croix-Rouge internationale, domiciliée à Genève, beaucoup plus imprégnée de confessionnalisme. Le Dr René Sand est alors l’une des plus hautes autorités dans le domaine du travail social. Pour organiser la conférence, il s’est d’abord adressé à des individualités représentatives du service social, dont Léonie Chaptal, laissant de côté les grandes organisations charitables confessionnelles. Puis, quand il se tourne vers les institutions et organisations, il privilégie les « neutres », comme l’Anidef, au détriment des confessionnelles, comme l’UCSS. 
Ce n’est qu’en novembre 1927, alors que toute l’organisation de la conférence est déjà arrêtée, que le Dr Sand prend contact avec les milieux catholiques. Ces derniers réagissent : en mai 1928, à Bâle, est décidée la création d’un Secrétariat catholique destiné à fonctionner à Paris pour regrouper, aider, orienter les participants catholiques à cette conférence. C’est à Marie de Liron d’Airoles et à l’UCSS que l’archevêché de Paris confie la responsabilité de ce Secrétariat.

### Conseil international des infirmières (ICN)
Du 1er au 13 juillet 1928 se tient la Quinzaine sociale internationale de Paris qui englobe quatre congrès : le Congrès international de l’habitation et de l’aménagement des villes, le Congrès d’assistance publique et de bienfaisance privée, le Congrès de la protection de l’enfance et le Congrès international du service social. Léonie Chaptal fait une conférence sur la morale professionnelle des infirmières. Pour ce faire, elle s’appuie sur l’Évangile, qu’elle cite à plusieurs reprises. C’est au Congrès international des infirmières, organisé par l’ICN à Montréal du 8 au 13 juillet 1929, que Léonie Chaptal est élue présidente de cette association internationale. 
Léonie est appelée à siéger dans des conseils où sont élaborées les politiques françaises de santé publique : elle est nommée vice- présidente du Conseil de perfectionnement des écoles d’infirmières, présidé par le professeur Maurice Letulle (1853-1929). Parmi les membres de ce Conseil, aux côtés de nombreux médecins, se trouvent les femmes directrices d’écoles d’infirmières suivantes : le Dr Anna Hamilton, Marie-Louise Fumey, directrice de l’hôpital civil de Reims, Jeanne de Joannis, directrice de l’École d’infirmières de l’Association d’assistance aux malades (Adam), Marie Chardayre, déléguée de la Société Croix-Rouge de l’Union des femmes de France (UFF), membre de l’Union catholique des services sanitaires et sociaux (UCSS), Geneviève Delafontaine, inspectrice des écoles de visiteuses d’hygiène sociale du Comité national de défense contre la tuberculose, Marguerite Grenier, surveillante générale de l’École d’infirmières de l’Assistance publique de Paris, Mathilde d’Haussonville, déléguée de la Société Croix-Rouge de Secours aux blessés militaires (SSBM). Le rôle de ce Conseil est d’agréer des écoles pour qu’une formation homogène existe en France, et de fixer le programme d’études de ces écoles. La secrétaire est Juliette Delagrange, une protestante.
En 1928, après de nombreuses discussions tumultueuses, le Conseil de perfectionnement des écoles d’infirmières se sépare en deux: l’un pour les infirmières hospitalières, l’autre pour les infirmières visiteuses et pour les femmes qui font du travail social. C’est une victoire du courant soutenu par Andrée Butillard, au côté de qui Léonie Chaptal se range. En 1927, Léonie Chaptal ouvre une École pratique de service social adjointe à la Maison- École, ce qui montre son intérêt pour le travail social et sa volonté de peser dans les débats à propos de la naissance de professions sociales. 
Le Conseil de perfectionnement des écoles de travail social a pour mission de fixer le programme du brevet de capacité professionnelle pour exercer la profession d’assistante sociale et d’agréer les écoles habilitées à faire préparer ce brevet. Léonie Chaptal est présente dans ces deux conseils, elle n’envisage le développement de professions sociales que dans le prolongement de l’activité médicale des infirmières. D’ailleurs, elle ne peut envisager une carrière sociale que sous la direction d’un médecin. Ce conseil crée le diplôme d’assistante sociale, en 1932, sans donner de place à une formation médicale. En outre, elle est membre de la Commission de l’hygiène sociale de la Section sociale qui est présidée par Georges Risler, président du Musée social et de l’Alliance d’hygiène sociale. Siègent aussi dans cette commission Juliette Delagrange, Cécile Brunschvicg et Antoinette Hervey. Léonie est aussi membre de la Société internationale pour l’étude des questions d’assistance, fondée par Théophile Roussel en 1889. Léonie Chaptal appuyée par l’Anidef, demande que les brevets professionnels de capacité soient obligatoires pour exercer la profession d’infirmière. Selon L’Infirmière française, en 1933, on compte 23482 infirmières hospitalières et 3760 infirmières visiteuses, soit 27242 infirmières, alors que les écoles habilitées à donner le brevet depuis 1923 n’ont pu en former que quelques centaines en dix ans.[réf. nécessaire]
En 1933, le projet de loi Fié qui rendrait obligatoire l’obtention des diplômes d’État pour exercer les professions médico-sociales est déposé en ce sens. La direction de l’UCSS combat cette proposition de loi. Elle est repoussée, les infirmières qui exercent sans avoir suivi une formation dans une école obtiennent leurs diplômes par équivalence en déposant un dossier au Bureau central des infirmières. Léonie s’élève contre cette procédure, qui court-circuite la formation dans les écoles.
En 1937, le fichier central des infirmières a enregistré environ 42 000 dossiers d’infirmières ayant obtenu le diplôme d’État grâce à des équivalences dues à leurs états de services passés. Léonie prononce des conférences dans de nombreux congrès : en 1928 au premier congrès international du service social à Paris, du 8 au 13 juillet 1929, à Montréal au congrès de l’ICN. C’est là qu’elle est élue présidente de l’ICN. En tant que présidente, elle organise le congrès Paris-Bruxelles en juillet 1933. Les congressistes sont en majorité protestantes. Léonie Chaptal demande à son frère, Mgr Emmanuel Chaptal, de célébrer une messe pour les participantes à Notre-Dame de Paris.
Le 6 juillet, le président de la République, Albert Lebrun (1871-1950), et sa femme reçoivent au palais de l’Élysée une délégation composée de tous les membres du Comité directeur de l’ICN et de l’Anidef. Léonie Chaptal est la seule femme à siéger au conseil de l’Office central de l’office de bienfaisance (OCOB), les autres femmes siégeant uniquement dans le comité des dames. Elle participe à l’Académie d’éducation et d’entraide sociales, présidée par le cardinal Baudrillard, où elle côtoie Andrée Butillard, comme à ses débuts à Plaisance. Elle siège aussi au comité de la Société internationale pour l’étude des questions d’assistance, organisme qui débat des questions sociales dans le monde.[réf. nécessaire]

## Personnalité
Très pratiquante, Léonie ne nous a livré que peu d’éléments pour cerner la spiritualité qui est la sienne. N’est-elle pas une de ces nombreuses femmes sur lesquelles l’Église catholique française s’est appuyée pour asseoir un renouveau catholique dans l’entre-deux- guerres ? Il faut être au début du XXe siècle pour voir une femme catholique combattre au nom de la laïcité une importante association professionnelle catholique soutenue par la hiérarchie française, organiser en France un congrès international réunissant principalement des femmes protestantes et les conduire assister à une messe dans la cathédrale Notre-Dame de Paris. Très autonome grâce à sa fortune personnelle et aux dons qu’elle sait susciter, elle a un parcours singulier, siégeant dans de nombreuses instances ministérielles et jouant un rôle non négligeable sur la scène internationale. 
Léonie Chaptal, personnalité très à l’aise tant avec le monde de la philanthropie qu’avec les milieux politiques, réussit à faire ouvrir aux femmes un champ professionnel non confessionnel sanctionné par des diplômes. Présidente fondatrice de l’Anidef, elle se bat pour des salaires décents, une protection sociale, des caisses de retraite. Les pouvoirs publics réagissent positivement à ses demandes. Léonie a trouvé dans le travail associatif un accomplissement personnel et social.

## Distinctions honorifiques
Elle est nommée chevalier de la Légion d’honneur le 8 septembre 1920 et, sur la recommandation du Dr Léon Bernard, elle est promue officier de la Légion d’honneur par le décret du 27 juillet 1933.

## Archives
- Archives du ministère de la Santé, bureau des infirmières (1925-1938) et comptes rendus du Conseil de perfectionnement des écoles d’infirmières et de service social (1928-1938).
- Archives de Paris et de l’ancien département de la Seine, série D. X6, brochures des associations loi de 1901: D.X6/18, historique de l’Association des infirmières visiteuses de France.
- Archives privées de la Fondation Léonie Chaptal.